# Wiklinowy koszyk do wyrastania chleba
Koszyk do wyrastania ciasta chlebowego – naczynie służące do wyrastania ciasta na chleb (garowania chleba). Kosze tego typu bardzo często stosowane są w procesie produkcji chleba w piekarniach. Głównymi regionami Polski, gdzie wytwarza się kosze do wyrastania ciasta chlebowego są województwa małopolskie i podkarpackie. W województwie podkarpackim to Rudnik nad Sanem w powiecie niżańskim, regiony pogórza dynowskiego oraz powiaty krośnieński i jasielski, w województwie małopolskim to okolice Krakowa.
Materiał z jakiego robione są wiklinowe koszyki do wyrastania ciasta chlebowego to specjalnie przygotowana wiklina tak zwana "Amerykanka" – wierzba amerykańska (Salix cordata 'Americana', syn. S. americana). Wiklinę koruję się, w procesie rozgotowywania kory, który zmienia również kolor wikliny na brązowy. Okorowane kije moczy się przed zbijaniem, żeby stały się elastyczne. Następnie robiona jest baza na drewnianej formie nadającej kształt koszykowi. Rzemieślnik wbijając gwoździki w odpowiednie miejsca łączy patyki wiklinowe formując kosz do wyrastania chleba. Koszyk po zbijaniu suszy się w przewiewnym miejscu, a przed pierwszym użyciem wypala w piecu w temperaturze 140 stopni Celsjusza przez 20 min oraz posypuje mąką zapobiegającą przyklejeniu się ciasta do wikliny.
Najczęściej spotykane kształty koszy
- podłużne
- okrągłe
- bagietka
- trójkątne
- owalne